# Calanthe discolor
Calanthe discolor  es una especie de orquídea de hábito terrestre originaria del sur de Asia.

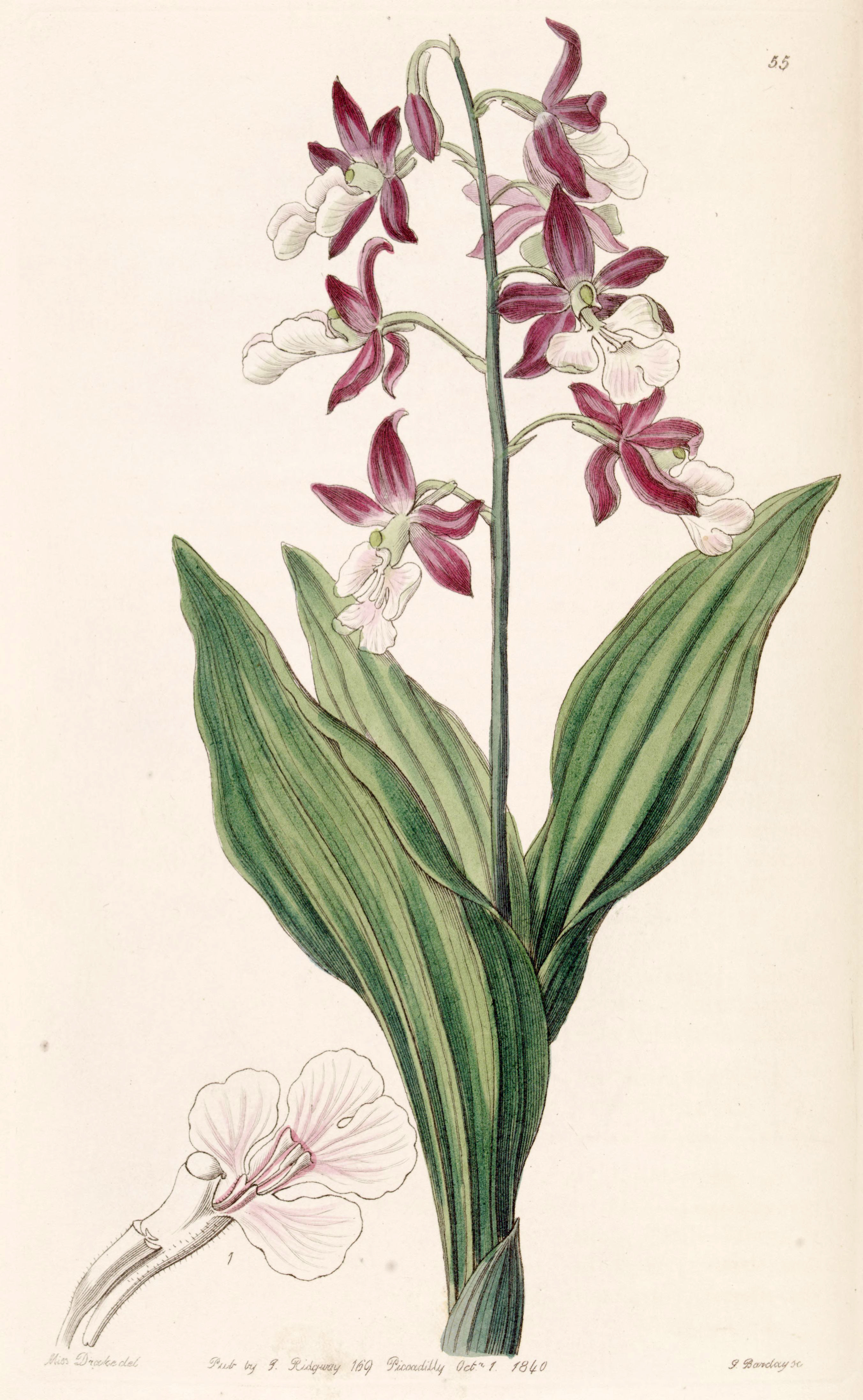
Ilustración

## Descripción
Es una orquídea de pequeño tamaño, que prefiere clima frío a fresco, es semi-siempreverde terrestre con los pequeños pseudobulbos enfundados basalmente por 2 a 4 hojas, estas son elíptico-lanceoladas a obovado-oblongas, pubescentes: Florece en una inflorescencia terminal  laxa de 60 cm de largo con 10 a 15 flores perfumadas de 4-5 cm de longitud. La floración se produce en la primavera.

## Distribución y hábitat
Es endémica de Japón encontrándose distribuida por China, Japón y Corea, sus  hábitats naturales son los bosques subtropicales o tropicales húmedos en las tierras bajas. 

## Taxonomía
Calanthe discolor fue descrita por John Lindley y publicado en Las Orquídeas de El Salvador 1: 90–91, f. 1974.
Etimología
Etimología
Ver: Calanthe
discolor epíteto latino que significa "con dos colores".
Sinonimia
- Alismorkis discolor (Lindl.) Kuntze 1891
- Calanthe discolor var. kanashiroi Fukuy.
- Calanthe discolor f. quinquelamellata M.Hiroe 1971
- Calanthe discolor f. kanashiroi (Fukuy.) K.Nakaj. 1972[2]
- Alismorchis discolor (Lindl.) Kuntze
- Calanthe cheniana Hand.-Mazz.
- Calanthe esquirolei Schltr.
- Calanthe tyoh-harae Makino
- Calanthe variegata Scheidw.[5][6]